# Wild (2016)
Wild ist ein deutscher Spielfilm aus dem Jahr 2016. Regie führte Nicolette Krebitz, die auch das Drehbuch schrieb. Die Uraufführung war am 24. Januar 2016 im Rahmen des Sundance Film Festivals.

## Handlung
Die Protagonistin, eine junge Frau namens Ania, lebt zurückgezogen in einer Plattenbausiedlung in Halle-Neustadt. In ihrem Job als IT-Spezialistin in einer Werbeagentur wird sie von ihrem tyrannischen Chef Boris schikaniert, der sich zugleich zu ihr hingezogen fühlt. Eines Tages trifft Ania auf dem Heimweg von der Arbeit auf einen streunenden Wolf. Die Begegnung mit dem wilden Tier löst in Ania eine starke Anziehung aus. Ihre Gedanken kreisen zunehmend um den Wolf, dem sie sich allmählich anzunähern versucht, indem sie etwa nachts heulend nach ihm ruft, ihm Fleisch oder sogar lebende Kaninchen als Futter kauft. Sie beschließt, den Wolf zu sich zu holen; tatsächlich gelingt es ihr, das Tier zu betäuben und in ihre Wohnung zu bringen.
Während sie in der Folge ihre zwischenmenschlichen Kontakte – zu Kollegen, aber etwa auch zur Schwester – vernachlässigt, beginnt Ania gleichzeitig, ihre Instinkte frei auszuleben. Sie wirkt nach außen zunehmend verwahrlost, aber auch selbstbewusst und sexuell befreit. Hierin spiegelt sich das allmählich intensiver und vertrauter werdende Verhältnis zu dem Wolf, mit dem sie nun regelrecht zusammenlebt. Sie beginnt eine Art Liebesbeziehung mit dem Tier. Schließlich kommt es zum endgültigen Bruch mit Boris und ihrer Arbeit in der Agentur. Am Ende bricht Ania mit dem Wolf gänzlich in die Wildnis auf.

## Filmkritik
„Bald bröckeln die Grenzen zwischen Jägerin und Beute, Mensch und Tier. Überzeugend erzählt der Film von der „Tierwerdung“ als Befreiung aus zivilisatorischen Zwängen, wobei die Verwilderung nicht als Kontrollverlust, sondern als Emanzipationsgewinn ausbuchstabiert wird.“

## Auszeichnungen
- Gewinner des Günter-Rohrbach-Filmpreises 2016 sowie des Darstellerpreises 2016 (Lilith Stangenberg)
- Deutscher Filmpreis 2017: Preis in Bronze bester Spielfilm, beste männliche Nebenrolle (Georg Friedrich), beste Kamera/Bildgestaltung (Reinhold Vorschneider), beste Tongestaltung (Rainer Heesch, Martin Steyer, Christoph Schilling), drei weitere Nominierungen